# Марзук (муніципалітет)
Марзук — муніципалітет в Лівії. Адміністративний центр — місто Марзук. Площа — 356 308 км². Населення — 78 621 особа (2006 рік).